# Чемпіонат України з футболу серед жінок 2007: вища ліга
Чемпіонат України з футболу 2007 року серед жінок — 16-й чемпіонат України з футболу, який проводився серед жіночих колективів. Змагання відбувалися лише в одному дивізіоні. Турнір стартував 13 травня, а завершився 20 жовтня 2007 року. Звання чемпіона України вперше в історії завоював калуський «Нафтохімік».

## Учасники
У чемпіонаті в 2007 році взяли участь 8 команд.
| Клуб            | Місто                         |
| --------------- | ----------------------------- |
| Атекс           | Київ                          |
| ЦПОР-Донеччанка | Донецьк                       |
| Житлобуд-1      | Харків                        |
| Зоря-Спартак    | Луганськ                      |
| Легенда         | Чернігів                      |
| Нафтохімік      | Калуш                         |
| Родина          | Костопіль, Рівненська область |
| Южанка          | Херсон                        |

## Перший етап
Перший етап турніру відбувся з 13 травня по 31 серпня 2007 року. За його результатами найкращі 4 команди продовжили виступи у фінальному етапі.
| М | Команда                    | І  | В  | Н | П  | РМ    | О  |
| - | -------------------------- | -- | -- | - | -- | ----- | -- |
| 1 | «Нафтохімік» (Калуш)*      | 14 | 11 | 3 | 0  | 34−5  | 36 |
| 2 | «Легенда» (Чернігів)*      | 14 | 10 | 3 | 1  | 30−9  | 33 |
| 3 | «Житлобуд-1» (Харків)*     | 14 | 9  | 1 | 4  | 52−9  | 28 |
| 4 | «Донеччанка» (Донецьк)*    | 14 | 7  | 3 | 4  | 23−9  | 24 |
| 5 | «Зоря-Спартак» (Луганськ)  | 14 | 4  | 1 | 9  | 5−29  | 13 |
| 6 | «Атекс» (Київ)             | 14 | 3  | 3 | 8  | 18−44 | 12 |
| 7 | «Южанка» (Херсон)          | 14 | 3  | 1 | 10 | 20−42 | 10 |
| 8 | «Родина-Ліцей» (Костопіль) | 14 | 1  | 1 | 12 | 9−44  | 4  |

Примітка: * Команди продовжили участь у фінальному етапі

### Результати матчів
| Команда                       | НАФ | ЛЕГ | ДБ1 | ДОН | ЗСП | АТЕ | ЮЖН  | РОД |
| ----------------------------- | --- | --- | --- | --- | --- | --- | ---- | --- |
| 1. «Нафтохімік» (Калуш)       |     | 3:1 | 3:2 | +:- | +:- | 9:0 | +:-  | 5:0 |
| 2. «Легенда» (Чернігів)       | 0:0 |     | 1:0 | 3:0 | 3:0 | 8:2 | +:-  | 6:1 |
| 3. «Житлобуд-1» (Харків)      | 0:1 | 0:1 |     | 0:0 | +:- | 6:2 | 15:0 | +:- |
| 4. «Донеччанка» (Донецьк)     | 0:0 | 1:1 | 0:4 |     | 5:0 | +:- | 1:0  | 4:0 |
| 5. «Зоря-Спартак» (Луганськ)  | 1:5 | -:+ | 0:4 | 0:6 |     | +:- | 1:0  | +:- |
| 6. «Атекс» (Київ)             | 1:1 | 1:1 | 1:8 | +:- | 2:2 |     | 5:1  | 1:3 |
| 7. «Южанка» (Херсон)          | 0:5 | 1:3 | 0:5 | 1:2 | 4:0 | 4:1 |      | 6:1 |
| 8. «Родина-Ліцей» (Костопіль) | 0:2 | 0:2 | 0:8 | 0:4 | 3:3 | 0:1 | 1:2  |     |

## Фінальний етап
Фінальний етап турніру проходив з 7 вересня по 6 жовтня 2007 року.
| М | Команда                | І | В | Н | П | РМ   | О  |
| - | ---------------------- | - | - | - | - | ---- | -- |
| 1 | «Житлобуд-1» (Харків)  | 6 | 5 | 0 | 1 | 17−5 | 15 |
| 2 | «Нафтохімік» (Калуш)   | 6 | 3 | 2 | 1 | 12−6 | 11 |
| 3 | «Легенда» (Чернігів)   | 6 | 2 | 1 | 3 | 9−12 | 7  |
| 4 | «Донеччанка» (Донецьк) | 6 | 0 | 1 | 5 | 1−16 | 1  |

### Результати матчів
| Команда                   | ЖБ1 | НАФ | ЛЕГ | ДОН |
| ------------------------- | --- | --- | --- | --- |
| 1. «Житлобуд-1» (Харків)  |     | 3:0 | 4:0 | 3:0 |
| 2. «Нафтохімік» (Калуш)   | 2:0 |     | 2:1 | 6:0 |
| 3. «Легенда» (Чернігів)   | 3:5 | 1:1 |     | 2:0 |
| 4. «Донеччанка» (Донецьк) | 0:2 | 1:1 | 0:2 |     |

## Підсумкова таблиця
При визначенні підсумкового місця команд враховувалися матчі між собою в обох етапах чемпіонату.
| М | Команда                | І  | В | Н | П | РМ    | О  |
| - | ---------------------- | -- | - | - | - | ----- | -- |
| 1 | «Нафтохімік» (Калуш)*  | 12 | 7 | 4 | 1 | 19−9  | 25 |
| 2 | «Житлобуд-1» (Харків)  | 12 | 6 | 1 | 5 | 23−11 | 19 |
| 3 | «Легенда» (Чернігів)   | 12 | 5 | 3 | 4 | 16−16 | 18 |
| 4 | «Донеччанка» (Донецьк) | 12 | 0 | 4 | 8 | 2−24  | 4  |

Примітка: * Кваліфікаційний раунд Кубку УЄФА